# Solis Dorsa
Solis Dorsa és una formació geològica de tipus dorsum a la superfície de Mart, localitzada amb el sistema de coordenades planetocèntriques a -16.39 ° latitud N i 286.79 ° longitud E, que fa 779.5 km de diàmetre. El nom va ser aprovat per la UAI l'any 1976 i fa referència a una característica d'albedo.